# Municipio de Ops
El municipio de Ops (en inglés: Ops Township) es un municipio ubicado en el condado de Walsh en el estado estadounidense de Dakota del Norte. En el año 2010 tenía una población de 63 habitantes y una densidad poblacional de 0,68 personas por km².

## Geografía
El municipio de Ops se encuentra ubicado en las coordenadas 48°14′18″N 97°34′44″O / 48.23833, -97.57889. Según la Oficina del Censo de los Estados Unidos, el municipio tiene una superficie total de 93.28 km², de la cual 93,28 km² corresponden a tierra firme y (0 %) 0 km² es agua.

## Demografía
Según el censo de 2010, había 63 personas residiendo en el municipio de Ops. La densidad de población era de 0,68 hab./km². De los 63 habitantes, el municipio de Ops estaba compuesto por el 93,65 % blancos, el 6,35 % eran de otras razas. Del total de la población el 6,35 % eran hispanos o latinos de cualquier raza.